# Лола 8
Лола 8 је рачунар развијен 1982. године у Иво Лола Рибар институту. Како се произвођач углавном бавио CNC машинама, рачунар Лола 8 је био израђен од компоненти које су користили за те машине.
Оригинално замишљен као индустријски контролер, рачунар Лола 8 је првобитно имао комплетно ортогоналну тастатуру са правоугаоним капицама тастера. Разлог за ово је можда употреба стандардних CNC тастатура са потребом да се умањи улазак околне прашине у систем. Каснији модел (8А) је користио стандардну тастатуру и могао се наћи и по школама.

## Техничке карактеристике
- Микропроцесор:  8085
- ROM: 8 , са интерпретером програмског језика
- Примарна меморија: 16
- Секундарна меморија: касетна трака
- Звук:
- Конектори: касетни, видео и телевизијски (антенски, UHF) излаз, аудио и конектор за проширења